# Uniwersytet Azorów

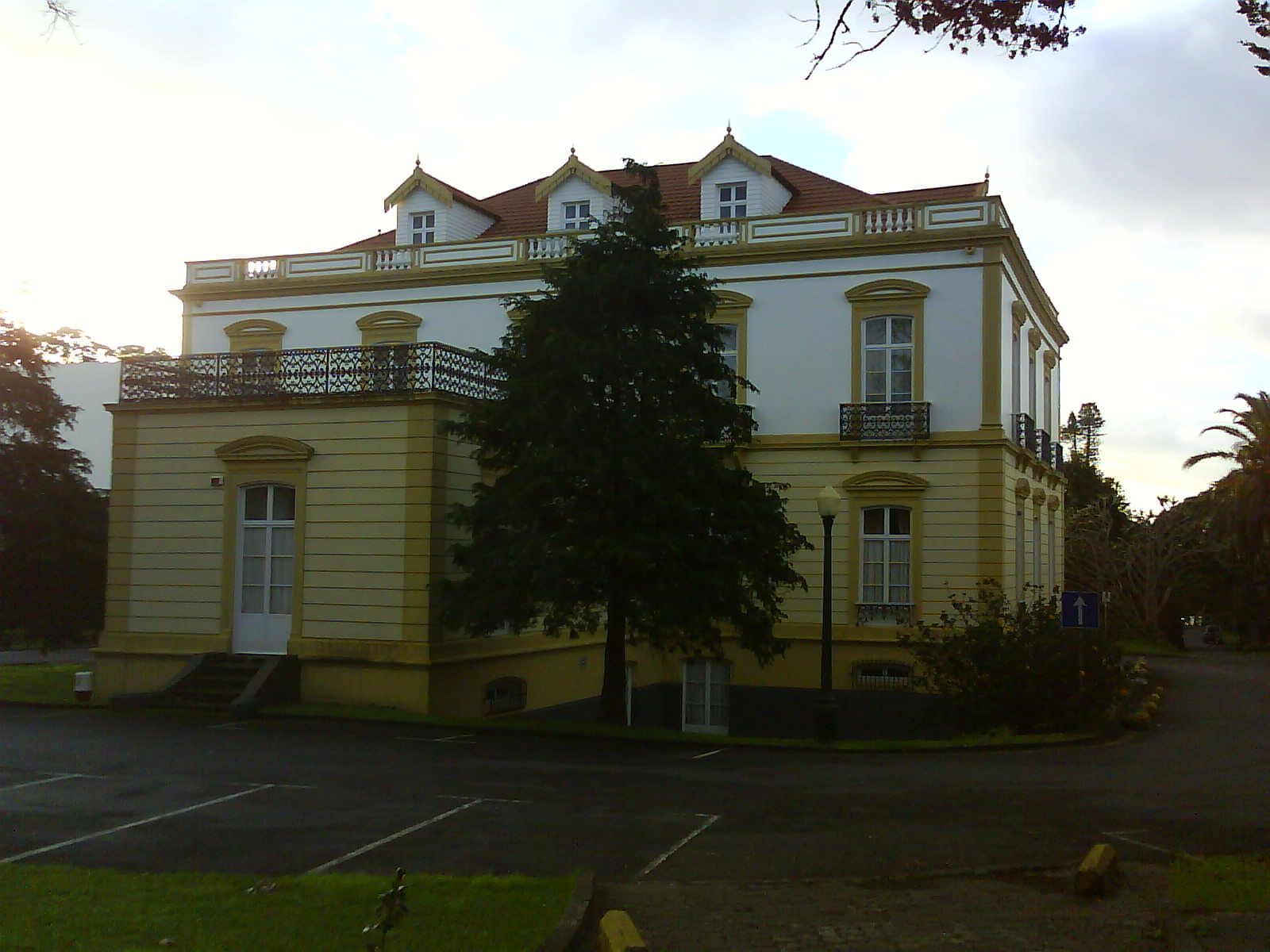
Rektorat UAC w Ponta Delgada

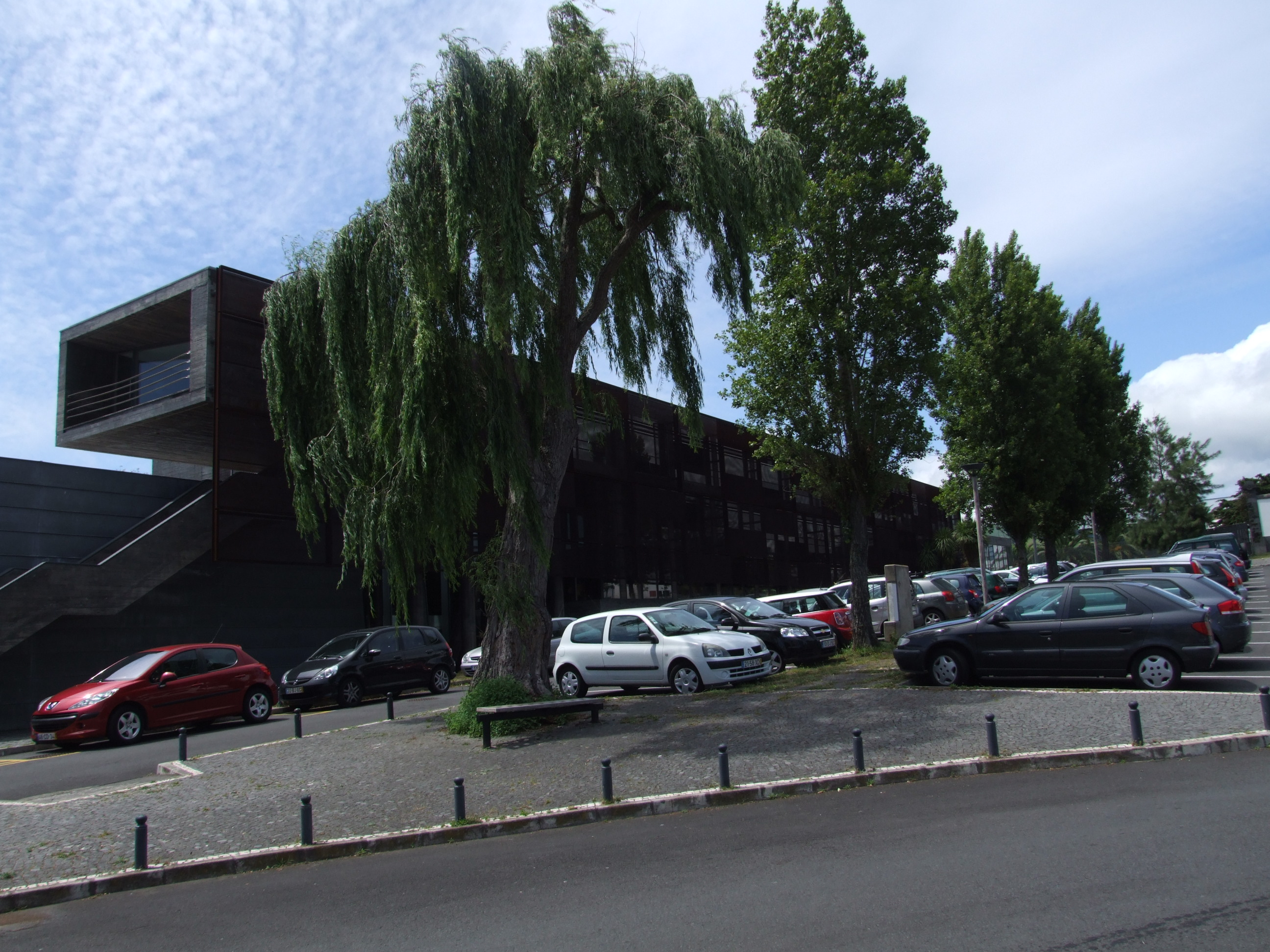
Biblioteka UAC w Ponta Delgada

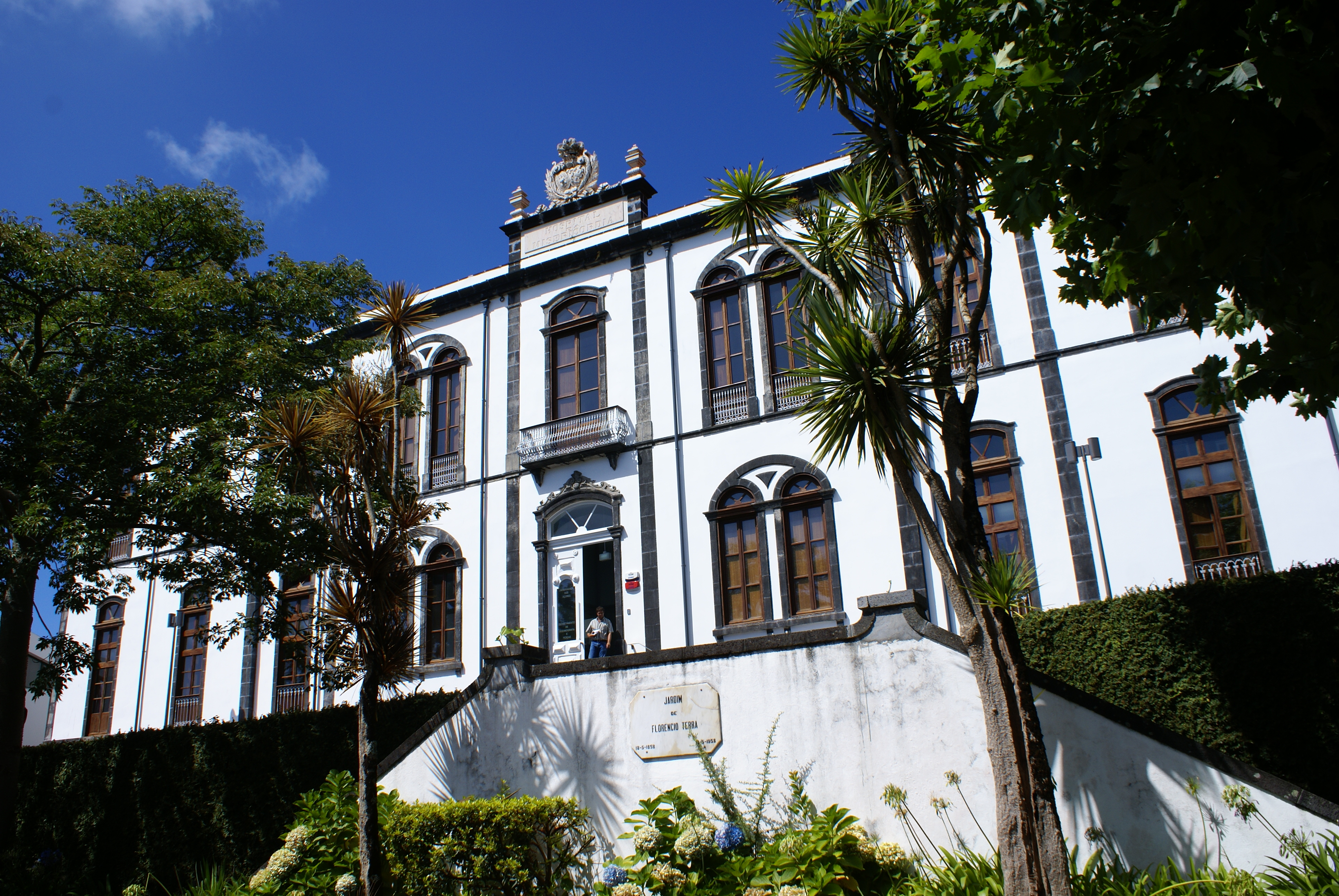
Wydział Oceanografii i Rybołówstwa
(port.) Departamento de Oceanografia e Pescas (DOP), Concelho da Horta

Uniwersytet Azorów (port. Universidade dos Açores, UAC) – portugalski uniwersytet publiczny w autonomicznym regionie Azory, podlegający Ministerstwu Nauki, Technologii i Szkolnictwa Wyższego (Ministério da Ciência, Tecnologia e Ensino Superior).

## Historia
Utworzenie Uniwersytetu było jednym z ubocznych skutków „rewolucji goździków”, w czasie której zintensyfikowały się zmierzające do autonomii ruchy separatystyczne (lata 70. XX w.) i nastąpił postęp dekolonizacji dawnego portugalskiego imperium kolonialnego. Azory, które były w latach 1831–1979 zamorskim dystryktem tego imperium, stały się w 1979 r. regionem autonomicznym.
Uniwersytet został założony 9 stycznia 1976 roku w celu przyspieszenia zrównoważonego rozwoju i wyższej edukacji na Azorach. Pierwszym rektorem był José Enes Pereira Cardoso (1976–1982), a następnie António Manuel Bettencourt Machado Pires (1982–1995) i Vasco Manuel Verdasca da Silva Garcia (1995–2003).
Od 1983 r. wicerektorem był Artur Teodoro de Matos, który uzyskał licencjat w Lizbonie (Faculdade de Letras da Universidade de Lisboa), a później – w nowym Uniwersytecie Azorskim – uzyskał stopień magistra historii (w roku założenia UAC) oraz doktorat. Działalność utworzonych przez niego jednostek, Departamento de História i Cento de Estudos Gaspar Frutuoso, rozwija absolwent UAC z 1981 r. – Avelino de Freitas de Meneses, rektor uczelni w latach 1983–2011. Od roku 2011 rektorem UAC jest Jorge Manuel Rosa de Medeiros. Inaugurując rok akademicki 2011/2012 powiedział on m.in., że dalsza realizacja w UAC strategii Europa 2020 wymaga:

...nova dinâmica só possível pela introdução de novas estruturas mobilizadoras, novos métodos de trabalho, novas modalidades de relacionamento com a comunidade, novas estratégias nos domínios da produção científica, novas capacidades para mobilizar outros públicos
... que continua a entender a Universidade como o promotor principal da qualificação, da inovação e da criatividade.

## Uniwersytet w liczbach
Uczelnia zatrudnia 317 wykładowców i 303 pracowników administracji. Kształci 4315 studentów (dane z 2012 r.). Prowadzi 98 kursów.

## Kierunki studiów
UAC składa się z 10 wydziałów (jednostki organizacyjne dydaktyczno-badawcze), działających w dziedzinach:
1. biologii – Departamento de Biologia
2. nauk rolniczych – Departamento de Ciências Agrárias
3. edukacji – Departamento de Ciências da Educação
4. nauki, technologii i rozwoju – Departamento de Ciências Tecnológicas e Desenvolvimento
5. ekonomii i zarządzania – Departamento de Economia e Gestão
6. nauk o Ziemi – Departamento de Geociências
7. historii, filozofii i nauk społecznych – Departamento de História, Filosofia e Ciências Sociais
8. lingwistyki i literatury współczesnej – Departamento de Línguas e Literaturas Modernas
9. matematyki – Departamento de Matemática
10. oceanografii i rybołówstwa – Departamento de Oceanografia e Pescas

oraz dwóch związanych szkół pielęgniarstwa (Escola Superior de Enfermagem) w Angra do Heroísmo i Ponta Delgada, z którymi wspólnie prowadzi badania naukowe i interdyscyplinarne kursy.
Uniwersytet utrzymuje również współpracę międzynarodową; jest m.in. uczestnikiem programu Komisji Europejskiej Erasmus, w którym bierze udział 40 krajów, m.in. Niemcy, Austria, Belgia, Cypr, Słowacja, Hiszpania, Francja, Grecja, Włochy, Łotwa, Litwa, Polska, Rumunia, Turcja. W maju 2012 r. był organizatorem uroczystości z okazji 40-lecia programu.

## Działalność badawcza
W UAC istnieją też jednostki badawcze, których prace koordynuje uczelniane biuro ds. wspierania i promocji działań na rzecz przemysłu – GAIDET (Gabinete de Apoio à Investigação e ao Desenvolvimento Experimental e Tecnológico).